# Fruit rouge
Pour les articles homonymes, voir Baie.
On regroupe sous le nom de fruits rouges, petits fruits, petits fruits rouges, fruits des bois ou encore baies un ensemble d'espèces de végétaux qui produisent une fructification comestible. La plupart sont sauvages, mais ils sont aussi largement cultivés dans les jardins potagers. Certains ne sont pas de couleur rouge.

## Description
Ce sont généralement des arbustes ou des arbrisseaux, mais il peut également s'agir de plantes rampantes telles que les fraisiers.
Les cerisiers et merisiers ainsi que les muriers et le raisin sont également des fruits rouges mais sont plutôt classés parmi les arbres fruitiers ou les lianes pour la vigne.
Beaucoup d'entre eux sont précoces.

## Listes par types de fruits
- Baies :
  - Airelle à gros fruits (Vaccinium macrocarpon)
  - Airelle rouge (Vaccinium vitis-idaea)
  - Amélanchier à feuilles d'aulne (Amelanchier alnifolia)
  - Aronia (Aronia melanocarpa)
  - Berbéris à feuilles de buis (Berberis buxifolia)
  - Bleuet (Vaccinium corymbosum)
  - Canneberge (Vaccinium oxycoccos)
  - Cassis (Ribes nigrum)
  - Goji ou lyciet (Lycium barbarum)
  - Gaulthérie shallon (Gaultheria chalón)
  - Goyavier du Chili (Ugni molinae)
  - Groseille (Ribes rubrum)
  - Groseille à maquereau (Ribes uva-crispa)
  - Myrtille (Vaccinium)
  - Sureau noir (Sambucus nigra)[réf. nécessaire]

- Drupes :
  - Alise
  - Corme
  - Framboise (Rubus idaeus)
  - Grenade (fruit)[réf. nécessaire]
  - Cerise (griotte, burlat, bigarreau...)
  - Mûre (Rubus fruticosus)
  - Mûre de Logan (Rubus ×loganobaccus)
  - Prunelle (Prunus spinosa)
  - Sorbe

- Faux-fruits :
  - Fraise (Fragaria virginiana)
  - Fraise des bois (Fragaria vesca)

## Utilisation
Les fruits rouges peuvent être consommés frais ou en confitures ; ils peuvent se congeler ; on les accompagne souvent de sucre et de laitages, notamment de la crème ; on les utilise en pâtisserie (tartes aux fraises, framboisiers, etc.). Plusieurs sont utilisés pour parfumer des desserts, des glaces...

## Recherche
Dans une méta-analyse et une analyse séquentielle d'essais contrôlés randomisés, il a été observé que la consommation de baies réduit le cholestérol total, le LDL-cholestérol, les triglycérides et la pression artérielle tout en augmentant le niveau du bon cholestérol, suggérant un effet bénéfique sur le contrôle des facteurs de risque des maladies cardiovasculaires.
Les recherches menées par le Journal of Agricultural and Food Chemistry ont révélé les propriétés bénéfiques du fruit de mûrier (Morus alba L.). Les composés bioactifs qu'il contient, tels que les anthocyanines, la rutine et la quercétine, présentent des effets antioxydants, neuroprotecteurs et anti-inflammatoires prometteurs. Ces découvertes ouvrent de nouvelles perspectives pour son utilisation dans le développement de thérapies naturelles, mais des recherches supplémentaires sont nécessaires pour comprendre pleinement leur potentiel médical.